# Mario Baldi
Pour les articles homonymes, voir Baldi.
Mario Baldi, né le 7 avril 1903 à Livourne en Toscane et décédé le 27 juillet 1987 dans la même ville, est un joueur de football italien, qui évoluait au poste de milieu de terrain.

## Biographie
Mario Baldi réalise l'intégralité de sa carrière avec le club de Livourne.
Avec cette équipe, il dispute 168 matchs et inscrit 3 buts en championnat, dont notamment 64 matchs et 1 but en Serie A. 
Il est champion d'Italie de deuxième division en 1933, pour ce qui constitue le premier titre majeur du club.

## Palmarès
Livourne
- Championnat d'Italie D2 (1) :
  - Champion : 1932-33.